# CAFFEIN
CAFFEIN（カフェイン、生年非公開）は、日本の漫画家、イラストレーター。群馬県高崎市出身、2014年現在東京都在住。

## 概要
歌声合成ソフトウェアの派生キャラクターである弱音ハクのキャラクターデザイン考案者の1人として知られ、初音ミクを購入したものの使いこなせないユーザーを弱音ハクと呼ぶジョークから、この心象の擬人化キャラクターとしてイラスト化し誕生した。
自身の商業誌デビュー以前から、ゲーム『初音ミク -Project DIVA-』（セガ）における弱音ハクの公式専属デザイナーとして活動する。

## 来歴
- 2007年、弱音ハクのイラストを発表する[2][3]。
- 2010年、セガのアーケードゲーム「初音ミク -Project DIVA- 2nd」に前述の弱音ハクキャラクターデザインがセガ公式モジュールとして採用される。
- 2011年、初音ミク -Project DIVA- extend、Arcade（2012年）にて弱音ハクの「ゴシックパープル」衣装原案がセガ公式採用される。
- 2013年、『メグメグ☆シンガーソングファイター』（Pixivコミック）で商業誌デビュー。
- 2014年3月、電撃コミックスNEXT（KADOKAWA/アスキー・メディアワークス）より「メグメグ☆シンガーソングファイター」が刊行。

## 作品リスト
- 『悪ノ娘 緑のヴィーゲンリート』（PHP研究所、2011年2月25日発売、ISBN 978-4-569-79457-0）
  - 対象の販売店では、特典小冊子『悪ノ娘　白のノヴェレッテ』（原作：悪ノＰ、漫画：CAFFEIN）が付属。
- 『悪ノ間奏曲 ～悪ノ娘ワールドガイド～』（PHP研究所、2011年8月30日発売、ISBN 978-4-569-79891-2）
  - 「悪ノ娘」ノベルシリーズにおけるガイドブック。書き下ろし短編小説や描き下ろし漫画なども収録。
    - 漫画「銀のルトルーヴェ」（原作・原案：mothy_悪ノP、漫画：CAFFEIN）小説版『悪ノ娘』の一部シーンを掘り下げた作。
- 『メグメグ☆シンガーソングファイター』電撃コミックスNEXT、2014年3月。ISBN 978-4048663526。